# Ла-Пруазельер-э-Лангль
Ла-Пруазелье́р-э-Лангль (фр. La Proiselière-et-Langle) — коммуна во Франции, находится в регионе Франш-Конте. Департамент — Верхняя Сона. Входит в состав кантона Фоконье-э-ла-Мер. Округ коммуны — Люр.
Код INSEE коммуны — 70425.

## География
Коммуна расположена приблизительно в 330 км к востоку от Парижа, в 75 км северо-восточнее Безансона, в 35 км к северо-востоку от Везуля.
На севере коммуны протекает река Брёшен.

## Население
Население коммуны на 2010 год составляло 173 человека.
| 1962 | 1968 | 1975 | 1982 | 1990 | 1999 | 2010 |
| ---- | ---- | ---- | ---- | ---- | ---- | ---- |
| 236  | 170  | 142  | 143  | 133  | 153  | 173  |

## Администрация
| Период | Период | Фамилия          | Партия | Примечания |
| ------ | ------ | ---------------- | ------ | ---------- |
| 1959   | 1971   | Альфонс Тирводе  |        |            |
| 1971   | 2008   | Жорж Брессон     |        |            |
| 2008   | 2008   | Кристиан Гальмиш |        |            |
| 2008   | 2014   | Жерар Моффре     |        |            |

## Экономика
В 2010 году среди 93 человек трудоспособного возраста (15-64 лет) 75 были экономически активными, 18 — неактивными (показатель активности — 80,6 %, в 1999 году было 67,0 %). Из 75 активных жителей работали 68 человек (40 мужчин и 28 женщин), безработных было 7 (3 мужчин и 4 женщины). Среди 18 неактивных 5 человек были учениками или студентами, 7 — пенсионерами, 6 были неактивными по другим причинам.